# Hitzhaus
Hitzhaus ist ein Wohnplatz im Norden der bergischen Großstadt Wuppertal.

## Lage und Beschreibung
Der Wohnplatz liegt im Norden des Wohnquartiers Dönberg im Stadtbezirk Uellendahl-Katernberg an der Landesstraße 433 (hier Horather Straße genannt) gegenüber der Einmündung der Höhenstraße auf einer Höhe von 301 m ü. NHN. Eine Straße Am Hitzhaus befindet sich bei der Ortslage. Der ursprüngliche Wohnplatz ist in der Wohnbebauung entlang der Horather Straße aufgegangen.
Benachbarte Orte sind neben Dönberg die Wohnplätze und Hofschaften Handweiser, Krüppershaus, Winterberg (Wuppertal), Steinenpitter und Stürmann, sowie die unmittelbar benachbarten Hasenbach und Alte Schule.
In der lokalen Mundart wurde der Ort auch als Hüttshuus bezeichnet.

## Geschichte
Im 19. Jahrhundert gehörte Hitzhaus zu den Außenortschaften der Bauerschaft und der Kirchengemeinde Dönberg in der Bürgermeisterei Hardenberg, die 1935 in Neviges umbenannt wurde. Damit gehörte es von 1816 bis 1861 zum Kreis Elberfeld und ab 1861 zum alten Kreis Mettmann. 
Der Ort ist auf der Topographischen Aufnahme der Rheinlande von 1824 unbeschriftet und auf der Preußischen Uraufnahme von 1843 als Hütthaus eingezeichnet. Auf Messtischblättern bis Mitte des 20. Jahrhunderts ist der Ort als Hitzhaus beschriftet.
Im Gemeindelexikon für die Provinz Rheinland von 1888 werden für Hitzhaus ein Wohnhaus mit drei Einwohnern angegeben.
Mit der Kommunalreform von 1929 wurde der südliche Teil von Dönberg abgespalten und mit weiteren, außerhalb von Dönberg liegenden Nevigeser Ortschaften in die neu gegründete Stadt Wuppertal eingemeindet, der Rest Dönbergs mit Hitzhaus verblieb zunächst bei Neviges. Durch die nordrhein-westfälische Gebietsreform kam Neviges mit Beginn des Jahres 1975 zur Stadt Velbert und das restliche Dönberg wurde ebenfalls in Wuppertal eingemeindet.